# Park (Kansas)
Pour les articles homonymes, voir Park.
Park est une ville américaine située dans le comté de Gove, au Kansas. Selon le recensement de 2020, sa population est de 112 habitants.